# 庭園鉄道

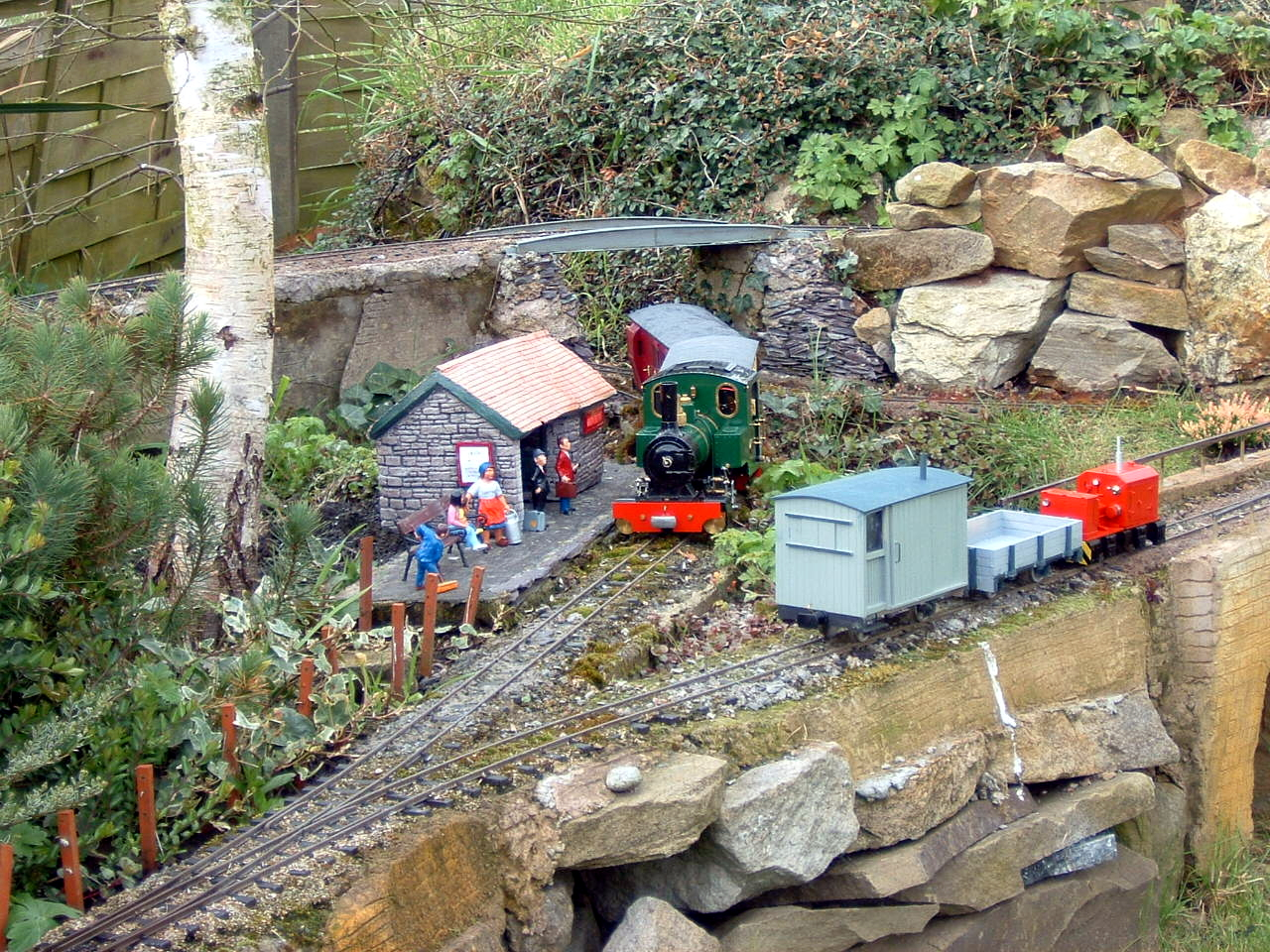
イギリスの16mmスケール庭園鉄道の一例

庭園鉄道 (ていえんてつどう) は、庭などの屋外に敷設される鉄道模型を指す。そもそもはイギリスの貴族が庭に15インチゲージの鉄道をひいて楽しんだことが始まりといわれる。

## 概要
英語ではgarden railroad やgarden railway などと呼称される。人の乗用の有無で大別される。「Gゲージ」や「16mmスケール」などは乗用できないものが多い。乗用可能なものは「3.5インチゲージ」以上の大きさのものが多い。
レール・枕木等に十分な耐候性が必要であり、乗用可能なものは鉄やアルミ、ステンレス鋼製を用い、乗用でないものは耐食黄銅やステンレス鋼製を用いる。枕木は、木やプラスチックを使用することもあるが、その材質も紫外線に対して耐えうることが必要条件である。雨による土ハネや落葉による障害を防ぐため、砕石を敷いてバラストとしたり、コンクリート等で舗装したり、ある程度の高架鉄道にする例が多い。

### 乗用可能なもの
乗用可能なものは、ライブスチーム・バッテリー機関車などさまざまな規格・種類が存在し、ほとんどは屋外で楽しむのが一般的であるが、3.5インチゲージや5インチゲージで小型のバッテリー機関車であれば屋内で使用することも可能である。3.5インチでの標準的な輸送能力は大人1人程度、5インチ以上では使用する機関車に応じた輸送能力を有する。
ウォルト・ディズニーは自宅庭園に大規模な7.25インチの庭園鉄道を所有していた。
また日本では、桜谷軽便鉄道や、日本庭園鉄道、大名鉄道ガリバー線、空知鉄道や、森博嗣所有の欠伸軽便鉄道などが有名である。

### 乗用できないもの
乗用できないものは、「Gゲージ」や「16mmスケール」、「1番ゲージ」があるが、「Oゲージ」や「OOゲージ・HOゲージ」を屋外で使用する愛好者も存在する。

## 規格

### 軌間 (ゲージ)
乗用可能なものの一般的な軌間には、3.5インチ、5インチ、7.25インチ、7.5インチ、10インチ、15インチなどが存在する。乗用できないものは16.5mm、22.5mm、32mm、45mm、64mmなどが存在する。

### 縮尺 (スケール)
乗用可能なものは軌間によって様々である。乗用できないものは下の表を参照。
| 縮尺 (スケール)         | 1/19 (16mm) | 1/22.5 | 1/24      | 1/29      | 1/32      |
| ----------------------- | ----------- | ------ | --------- | --------- | --------- |
| NMRA規格                |             | 1/22   | 1/24      | 1/29      | 1         |
| MOROP規格 (NEM)         |             | II     |           |           | I         |
| 2ftゲージ (610mm)       | 32mm        | -      | -         | -         | -         |
| 3ftゲージ (914mm)       | 48 - 45mm   | -      | -         | -         | 29 - 32mm |
| メーターゲージ (1000mm) | -           | 45mm   | 42 - 45mm | 34 - 32mm | 32mm      |
| 標準軌 (1435mm)         | -           | 64mm   | -         | 49 - 45mm | 45mm      |
| 自動車模型など          | 1/18        | 1/24   | 1/24      | 1/32      | 1/32      |

- 16mmスケールは1/19である。標準軌間は存在せず、もっぱらイギリスにおいてナローゲージ車両に用いられる。

### 駆動・制御方式
乗用可能なものは実物同様に蒸気機関を作動させるライブスチームや、バッテリーを電源とする電動車両が多い。制御は機関車などに乗車して行うが、テンダー式の蒸気機関車ではテンダーに乗車して機関車を制御することもある。
乗用できないものは線路に電流を流し、車輪などから電力を取得する「直流二線式」を用いた電動車両が多いが、ライブスチームも一部存在する。電動車両は電源装置を用いて電力供給量を調節し制御するが、ライブスチームの場合はアルコールなどの燃料がなくなるまで走らせることが多い。

## 主なメーカー・ブランド
- アスターホビー - 1/32の1番ゲージを生産。
- アリストクラフト - 1/29や1/24で標準軌車両を生産。
- 小川精機 - 3.5インチ、5インチ、7.5インチのライブスチームを生産。
- バックマン - 1/22.5でナローゲージ車両を「ビッグハウラー」として展開。
- PIKO - 1/27や1/29で標準軌車両を生産。
- レーマン - 1/22.5でナローゲージ車両を生産。